# Veronica Lazar
Veronica Lazăr (ur. 6 października 1938 w Bukareszcie, zm. 8 czerwca 2014 w Rzymie) – włoska aktorka filmowa pochodzenia rumuńskiego.

## Wybrana filmografia
- 1972: Ostatnie tango w Paryżu jako Rosa
- 1980: Inferno jako pielęgniarka
- 1990: Pod wieczór jako Margherita
- 1990: Pod osłoną nieba jako zakonnica
- 1996: Syndrom Stendhala jako matka Marii
- 2014: Cudowny młodzieniec jako Marianna Mattei Antici